# Conferentie van Québec
De Conferentie van Québec was een bijeenkomst die tijdens de Tweede Wereldoorlog door de overheden van het Verenigd Koninkrijk en de Verenigde Staten van Amerika werd gehouden. De conferentie kreeg de codenaam Quadrant en vond plaats van 17 augustus tot 24 augustus 1943 in de citadel en het kasteel van Frontenac te Québec in Canada. De hoofdvertegenwoordigers waren Winston Churchill, Franklin Delano Roosevelt en William Lyon Mackenzie King.
De geallieerden besloten om de bommencampagne tegen nazi-Duitsland op te drijven en de in het Verenigd Koninkrijk gestationeerde Amerikaanse troepen verder uit te breiden als voorbereiding op een invasie in Laag-Normandië in Frankrijk. Verder werd met betrekking tot het Middellandse Zeegebied besloten om Italië en Corsica met een troepenmacht te bezetten om zo Italië uit zijn alliantie met Duitsland te wrikken.

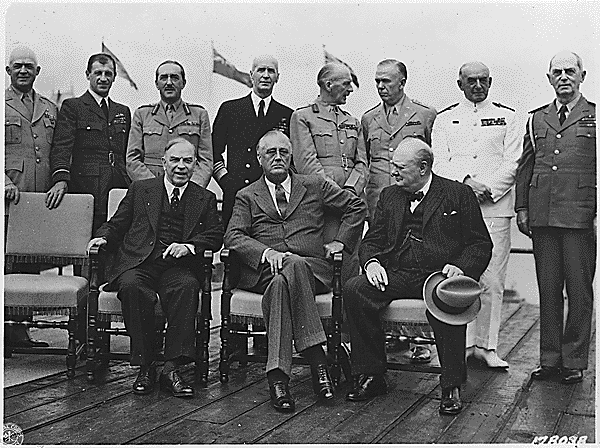
V.l.n.r. zittend: Mackenzie King (premier van Canada), Roosevelt (president van de VS), Churchill (premier van Groot-Brittannië). Staand: generaal Arnold, Air Chief Marshal Portal, generaal Brooke, admiraal King, veldmaarschalk Dill, generaal Marshall, admiraal Pound en admiraal Leahy